# Lomboknium ibis
Lomboknium ibis är en mångfotingart som först beskrevs av Carl Graf Attems 1930.  Lomboknium ibis ingår i släktet Lomboknium och familjen Siphonophoridae. Inga underarter finns listade i Catalogue of Life.